# Lipki (województwo wielkopolskie)
Lipki – osada leśna w Polsce położona w województwie wielkopolskim, w powiecie pilskim, w gminie Łobżenica. 